# August Wilhelm von Wolff-Metternich
August Wilhelm Freiherr von Wolff-Metternich (* 30. Juni 1705; † 10. Juli 1764 in Osnabrück) war Domherr verschiedener Domkapitel, führender Politiker in Kurköln und von 1753 bis 1764 Dompropst in Münster.

## Leben
Er stammte aus dem Adelsgeschlecht Wolff-Metternich. Seine Eltern waren Leopold von Wolff gen. Metternich zu Wehrden, Gracht und Sterneburg. Dieser war Fürstlich Paderborner Oberstallmeister und geheimer Rat. Die Mutter war Anna Antonetta Helena von der Horst.
Er studierte von 1723 bis 1725 in Rom am Collegium Germanicum und war seit 1726 Domherr in Paderborn. Er war einer der Günstlinge von Clemens August von Bayern und wurde als solcher 1731 Großkreuzherr des Ritterordens vom Heiligen Michael und 1732 Domherr in Osnabrück. Dort war er 1733 unter anderem Domküster. Vom Papst wurde ihm 1748 auch eine Domherrenstelle in Münster verliehen. Er war spätestens seit 1750 auch Propst in Wiedenbrück sowie Domscholaster in Paderborn. In Münster wurde er 1753 zum Dompropst gewählt.
Er hatte neben den geistlichen auch bedeutende weltliche Ämter inne. So war er in den 1740er Jahren Intendant der kurfürstlichen Bauten, Gärten und Vergnügungen. In der zweiten Hälfte des Jahrzehnts bildete sich in Kurköln eine Kabinettsregierung aus, in der Wolff-Metternich die zentrale Rolle spielte. Von 1749 bis 1756 war er als Obristkämmerer dann auch offiziell einer der führenden Politiker Kurkölns.
Im Jahr 1755 verlor er die Gunst von Clemens August und musste alle Hof- und Staatsämter in Bonn aufgeben. Er sah sich sogar gezwungen, die Residenzstadt zu verlassen, und hielt sich seither in Paderborn, Münster oder Osnabrück auf. Von den Zeitgenossen wurde der Charakter von Wolff-Metternich sehr negativ beurteilt.